# 全てが僕の力になる!
「全てが僕の力になる!」（すべてがぼくのちからになる!）は、2004年3月17日にリリースされたくずの3rdシングル。

## 概要
前作から2年ぶりのリリース。最初にして最後のオリコンチャート1位をとった作品。このシングル作品は初めて、ワンナイR&Rのスタッフの案により、フジテレビを除いてプロモーションビデオを公表しない方式に変更され、宮迫博之、山口智充の両者は、その方式について不満を述べることもあった。

## タイアップ
- 全てが僕の力になる!
  - 2003年世界柔道選手権大会応援歌。
  - ワンナイR&R「水曜ホームドラマ おむこさん」テーマ曲。
  - くらし探偵団エンディング。
  - ワンナイR&R最終回エンディングテーマ。
  - 阪神タイガース・坂本誠志郎捕手と元総合格闘家・レッツ豪太の登場曲である。

## 収録曲

### 通常盤
1. 全てが僕の力になる!
作詞・作曲:山口智充 編曲:山口智充・くずBAND
2. 全てが僕の力になる!（ピアノバージョン）
3. 全てが僕の力になる!（インストゥルメンタルバージョン）
4. 全てが僕の力になる!（富井の合いの手入りオリジナルカラオケ）
5. チンピラ戦隊 KUZUレンジャー（チビッコ特典）
作詞・作曲:山口智充 編曲:山口智充・くずBAND
6. みんなおともだち（チビッコ特典）
作詞・作曲:山口智充 編曲:山口智充・くずBAND

### 初回限定盤
1. 全てが僕の力になる!
2. 全てが僕の力になる!（ピアノバージョン）
3. 全てが僕の力になる!（インストゥルメンタルバージョン）
4. 全てが僕の力になる!（富井の合いの手入りオリジナルカラオケ）
5. チンピラ戦隊 KUZUレンジャー（チビッコ特典）
6. みんなおともだち（チビッコ特典）

## 演奏
全てが僕の力になる!
- 庄田浩：ドラム
- 高砂圭司：ベース
- 西岡和哉：ギター
- 森藤晶司：ピアノ
- ANIKI：アコースティックギター
- 金原千恵子ストリングス：ストリングス
- 山本拓夫：ストリングスアレンジ

全てが僕の力になる! ～ピアノバージョン～
- 森藤晶司：ピアノ

全てが僕の力になる! ～富井の合いの手入りオリジナルカラオケ～
- 富井：合いの手＆タンバリン
- 森藤晶司：キーボード
- 西岡和哉：ギター

チンピラ戦隊 KUZUレンジャー
- 庄田浩：ドラム
- 田中晋吾：ベース
- 西岡和哉：ギター
- 森藤晶司：キーボード

みんなおともだち
- 庄田浩：ドラム
- 田中晋吾：ベース
- 西岡和哉：ギター
- 森藤晶司：キーボード